# Dječak protiv svemira
Dječak protiv svemira (engleski: Boy Swallows Universe) je australska kriminalistička dramska mini serija temeljena prema istoimenom romanu Trenta Daltona. U produkciji Andrewa Masona i Troya Luma.
Serija od 7 epizoda premijerno je prikazana 11. siječnja 2024. godine na streaming platformi Netflix.

## Radnja
Priča se vrti oko Elija Bella, mladića radničke klase koji ulazi u podzemlje Brisbanea kako bi spasio majku od opasnosti.

## Glumačka postava
- Travis Fimmel kao Lyle Orlik
- Simon Baker kao Robert Bell
- Phoebe Tonkin kao Frances Bell
- Felix Cameron kao Eli Bell
  - Zac Burgess kao stariji Eli Bell
- Lee Tiger Halley kao Gus Bell
- Bryan Brown kao Slim Halliday
- Anthony LaPaglia kao Tytus Broz
- Sophie Wilde kao Caitlyn Spies
- Christopher James Baker kao Ivan Kroll
- HaiHa Le kao Bich Dang
- Deborah Mailman kao Poppy Birkbeck
- Ben O’Toole kao Teddy
- Emily Eskell kao PC Daley
- Zachary Wan kao Darren Dang
- Millie Donaldson kao Shelly Huffman (17-ogodišnjakinja)
- Eloise Rothfield kao Shelly Huffman (13-ogodišnjakinja)
- Matthew Knight kao Prison guard, Boggo Road Jail
- Isaac Strutt-Stevens kao Christopher
- Drew Matthews kao Titch
- Peter Phan kao Tony Leung

## Pregled serije
| Br. | Engleski i hrvatski naslov                   | Redatelj          | Prikazivanje       |
| --- | -------------------------------------------- | ----------------- | ------------------ |
| 1.  | "Boy Smells Rat" / "Dječak protiv štakora"   | Bharat Nalluri    | 11. siječnja 2024. |
| 2.  | "Boy Gets Chop" / "Dječak dobiva po prstima" | Bharat Nalluri    | 11. siječnja 2024. |
| 3.  | "Run Boy Run" / "Trči, dječače, trči"        | Jocelyn Moorhouse | 11. siječnja 2024. |
| 4.  | "Boy Loses Dad" / "Dječak ostaje bez oca"    | Jocelyn Moorhouse | 11. siječnja 2024. |
| 5.  | "Boy Takes Flight" / "Dječak bježi"          | Jocelyn Moorhouse | 11. siječnja 2024. |
| 6.  | "Boy Seeks Work" / "Dječak traži posao"      | Kim Mordaunt      | 11. siječnja 2024. |
| 7.  | "Boy Meets End" / "Dječak dolazi do kraja"   | Kim Mordaunt      | 11. siječnja 2024. |

## Produkcija

### Razvoj
Prava na televizijsku adaptaciju "Boy Swallows Universe" stekli su Brouhaha Entertainment, Anonymous Content i Chapter One. Dana 4. ožujka 2022. objavljeno je da je Netflix naručio ograničenu seriju od 8 epizoda, s producentima Andrewom Masonom i Troyem Lumom iz Brouhaha Entertainmenta, Sophie Gardiner iz Chapter One-a i Kerry Kohansky-Roberts i Toby Bentley iz Anonymous Content.-a.

### Glumci
Dana 31. kolovoza 2022. otkriveno je da će Felix Cameron glumiti glavnog lika, Elija Bella. Također je otkriveno da su se Lee Tiger Halley, Travis Fimmel, Simon Baker, Phoebe Tonkin, Bryan Brown, Anthony LaPaglia i Sophie Wilde pridružili glavnom glumačkoj postavi serije. Osim toga, Christopher James Baker, HaiHa Le, Deborah Mailman, Ben O'Toole, Zachary Wan, Millie Donaldson, Eloise Rothfield i Drew Matthews također su dobili uloge.

### Snimanje
Dana 31. kolovoza 2022. otkriveno je da će Shelly Farthing-Dawe biti glavna snimateljica serije. Glavna fotografija serije navodno je započela u kolovozu 2022., a snimanje je započelo u Brisbaneu.

## Vanjske poveznice
- Službena stranica netflix.com
- Dječak protiv svemira u internetskoj bazi filmova IMDb-a